# Kannadština
Kannadština (ಕನ್ನಡ), dříve též kannarština nebo kanarijština, je úředním jazykem v jihoindickém svazovém státě Karnátaka (dříve Maisúr).
Kannadština patří mezi drávidské jazyky — jejími příbuznými jsou např. tamilština, telugština nebo malajálamština. Typologicky se řadí k jazykům aglutinačním.
Stejně jako většina jazyků rozšířených na indickém subkontinentu převzala v minulosti velkou část své slovní zásoby ze sanskrtu. Nyní se kannadský jazykový fundus doplňuje zejména výpůjčkami z angličtiny.
Kannadština se zapisuje zvláštním slabičným (sylabickým) písmem odvozeným od historického písma bráhmí.

## Příklady

### Číslovky
| Číslice | Kannadsky | Transliterace | Česky |
| ೧       | ಒಂದು        | ondu          | jeden |
| ೨       | ಎರಡು       | eraḍu         | dva   |
| ೩       | ಮೂರು        | mūru          | tři   |
| ೪       | ನಾಲ್ಕು       | nālku         | čtyři |
| ೫       | ಅಯ್ದು       | aidu          | pět   |
| ೬       | ಆರು        | āru           | šest  |
| ೭       | ಏಳು        | ēḷu           | sedm  |
| ೮       | ಎಂಟು        | eṇṭu          | osm   |
| ೯       | ಒಂಬತ್ತು      | ombhattu      | devět |
| ೧೦      | ಹತ್ತು       | hattu         | deset |

## Vzorový text
Otče náš (modlitba Páně):
Paralōkadalliruva nam'ma tandeyē, ninna hesaru pariśud'dhavāgirali.
Ninna rājya barali. Ninna citta paralōkadalli neravēruvante bhūlōkadalliyū neravērali.
Nam'ma anudinada āhāravannu ī hottu namage dayapālisu.
Namage tappu māḍidavarannu nāvu kṣamisidanteyē nam'ma pāpagaḷannu kṣamisu.
Nam'mannu śōdhanege oḷapaḍisade keḍukaninada (saitānaninda) nam'mannu rakṣisu.